# Ile Gobin
Ile Gobin är en ö i Kanada.   Den ligger i territoriet Nunavut, i den östra delen av landet, 1 700 km norr om huvudstaden Ottawa. Arean är 8,9 kvadratkilometer.
Terrängen på Ile Gobin är mycket platt. Öns högsta punkt är 33 meter över havet. Den sträcker sig 4,1 kilometer i nord-sydlig riktning, och 4,4 kilometer i öst-västlig riktning.